# The Learning Company
The Learning Company (TLC) — американская компания, объединяющая производителей и издателей программного обеспечения, в том числе компьютерных игр, основанная в 1980 году. В настоящее время компания принадлежит Houghton Mifflin Harcourt — американской компании-книгоиздателю.

## История

### MicroPro International
Все началось с компании MicroPro International Corp., которую основал в 1978 году Уоррен Робинетт; после компания поменяла название на SoftKey International, Inc. Робинетт оставался с компанией до 1986 года, когда он ушёл, чтобы создать компанию Surpass Corporation, которая разработала программу электронных таблиц для Borland International в 1988 году, программа была выпущена как Quattro Pro.
В первые дни компьютеров, MicroPro International был известен прежде всего созданием WordStar (текстовый процессор), CalcStar (электронные таблицы), а также DataStar (базы данных) для Apple II, Tandy, TRS-80 и DOS. Компания изменила своё название на WordStar International, Inc в июне 1989 года.
WordStar открыл филиал во Франции, WordStar International SA, в 1991 году. Тогда компания приобрела Lifetree программного обеспечения ООО в 1991 году и ZSoft в январе 1993 года. Затем в феврале 1994 года Международный WordStar объединилась со Spinnaker Software Corp. и SoftKey Software Products Inc., канадским производитем программного обеспечения налогообложения, для формирования новой компании SoftKey International Inc., которая была зарегистрирована в штате Делавэр (США). В июле этого года дочерняя компания SoftKey Multimedia Inc была также сформирована.
К этому времени SoftKey International, Inc стал многомиллиардной компанией и главным соперником в очень конкурентоспособном образовательном рынке программного обеспечения. Компания разработчик и поставщик программного обеспечения. Продукты для увеличения производительности труда, образования/развлечения были доступны на магнитных дисках и CD-ROM.
В октябре 1996 года компания изменила своё название на The Learning Company, Inc и перенесла свою штаб-квартиру в Кембридже, штат Массачусетс, на место нахождения его дочерней компании SoftKey Multimedia Inc.
Названия The Learning Company, Inc., Softkey использовал в качестве бренда до 1999 года.

### The Learning Company (TLC)
В 1995 TLC стала объектом внимания больших фирм программного обеспечения, заинтересованных в её покупке. В том же году состоялась «ценовая война» между Brøderbund и SoftKey. SoftKey в конце концов приобрёл TLC за 606 млн долларов наличными. SoftKey взял имя The Learning Company и продолжает приобретения других компаний программного обеспечения, включая Mindscape, Inc в марте 1998 за $ 150 млн и, по иронии судьбы, бывшего соперника Brøderbund в июне того же года за $ 416 миллионов.

### Mattel Interactive
Осенью 1998 года Mattel согласилась на приобретение The Learning Company путём обмена биржевых акций, сумма сделки составила 4,2 млрд долларов.. В 1999 году, название объединённой компании было изменено на Mattel Interactive. В 2000 году Mattel продала The Learning Company из-за финансовых потерь группе Gores Technology — общая сумма потерь составляла около 3,6 млрд долларов. Приобретение TLC было названо одним из худших в корпоративной истории Mattel. TLC, наряду с Brøderbund, в настоящее время — дочерняя компания Houghton Mifflin Harcourt, однако, некоторые из приобретённых подразделений были проданы Ubisoft.

### Приобретённые компании
- Aris Multimedia Entertainment Inc. (Июнь 1994).
- Compact Publishing, Inc. (Июль 1994).
- Software Marketing Corporation (Сентябрь 1994).
- Tewi Verlag GmbH (Июль 1995).
- Future Vision Holding, Inc. (Август 1995).
- The Learning Company (Декабрь 1995).
- Compton's NewMedia, Inc. (Январь 1996).
- Minnesota Educational Computing Corporation (MECC) (Май 1996).
- Edusoft (Август 1996).

## Программные продукты

### СерияReader Rabbit/The ClueFinders
- Уровень в основе названия
  - Reader Rabbit Baby
  - Reader Rabbit Toddler
  - Reader Rabbit Preschool
  - Reader Rabbit Preschool: Sparkle Star Rescue
  - Reader Rabbit Kindergarten
  - Reader Rabbit 1st Grade
  - Reader Rabbit 2nd Grade (сейчас продаётся как Reader Rabbit 2nd Grade: Classic)
  - Reader Rabbit 2nd Grade: Mis-cheese-ious Dreamship Adventures
  - The ClueFinders 3rd Grade Adventures (1998)
  - The ClueFinders 4th Grade Adventures (1998)
  - The ClueFinders 5th Grade Adventures (1999)
  - The ClueFinders 6th Grade Adventures (1999)
- Остальные названия
  - Writer Rabbit (1987)
  - Reader Rabbit 1 (1989)
  - Reader Rabbit 2 (1990)
  - Reader Rabbit 3 (1991)
  - Reader Rabbit’s Reading Journey (1993)
  - Math Rabbit (Позже изменили название на Reader Rabbit Math)
  - The ClueFinders Math Adventures (1999)
  - The ClueFinders Reading Adventures (1999)
  - The ClueFinders Search and Solve Adventures (2000)
  - The ClueFinders: The Incredible Toy Store Adventure! (2001)
  - The ClueFinders: Mystery Mansion Arcade
  - Caillou Magic Playhouse
  - SpongeBob SquarePants Typing
  - Some PBS Kids games

### Zoombinis
- Zoombinis Logical Journey (1996)
  - Примечание: Эта игра была переделана в 2015.
- Zoombinis Mountain Rescue (2001)
- Zoombinis Island Odyssey (2002)

### Серия Super Solvers
- Midnight Rescue! (Позже переиздана как Super Solvers Reading и позже Leap Ahead! 3rd Grade)
- OutNumbered! (Позже переиздана как Leap Ahead! 3rd Grade)
- Challenge of the Ancient Empires! (Ancient Empires)
- Spellbound! (Позже переиздана как Leap Ahead! Spelling)
- Gizmos & Gadgets!
- Mission: T.H.I.N.K.

### Игры Super Seekers
- Treasure Mountain! (1990)
  - Примечание: Эта игра была изначально выпущена как часть серии Super Solvers.
- Treasure MathStorm! (1992)
- Treasure Cove! (1994)
- Treasure Galaxy! (1994)

### СерияCarmen Sandiego
- Carmen Sandiego’s ThinkQuick Challenge (1999)
- Where in the World is Carmen Sandiego? Treasures of Knowledge (2001)
  - Примечание: Когда The Learning Company приобрела Brøderbund Software, они получили права на серию Carmen Sandiego. Только игры Carmen Sandiego созданные в The Learning Company перечислены здесь. Обратите внимание что некоторые оригинальные игры Brøderbund сейчас продаются под брендом The Learning Company.

### СерияScooby-Doo! Mystery Adventures
- Scooby-Doo: Showdown in Ghost Town (2000)
- Scooby-Doo: Phantom of the Knight (2000)
- Scooby-Doo: Jinx at the Sphinx (2001)

### СерияScooby-Doo! Case Files
- Scooby-Doo! Case File#1: The Glowing Bug Man (2002)
- Scooby-Doo! Case File#2: The Scary Stone Dragon (2003)
- Scooby-Doo! Case File#3: Frights! Camera! Mystery! (2007)

### Прочие игры
- Prince of Persia 3D (1999)
- Серия Real World
  - Operation Neptune (1991)
    - Примечание: Эта игра была в конечном счёте причислена к серии Super Solvers.

  - Time Riders in American History
  - Math For The Real World
- Приключения/головоломки
  - Rocky's Boots (1982)
  - Gertrude's Secrets (1984)
  - Gertrude’s Puzzles
  - Robot Odyssey (1984)
  - Think Quick!
  - Logic Quest 3D (1996)
  - Road Adventures USA
- Путешествия
  - Oregon Trail
  - Amazon Trail
  - Yukon Trail
  - Africa Trail
  - Mayaquest
- Инструменты и прочие программы
  - All-Star Typing
  - The American Girls Premiere
  - Read, Write, and Type
  - MetroGnomes' Music
  - The Children’s Writing & Publishing Center
  - The Writing Center
  - Student Writing Center
- Другие ранние образовательные программы
  - Magic Spells
  - Bumble Games
  - Bumble Plot
  - Moptown Hotel
  - Moptown Parade
  - Wordspinner
  - Juggles' Rainbow
  - Juggles' House
- Серия Starflyers
  - Starflyers: Royal Jewel Rescue
  - Starflyers: Alien Space Chase